# Don Wagstaff
Donald Douglas „Don” Wagstaff (ur. 24 lipca 1949 w Melbourne) – australijski skoczek do wody, olimpijczyk.
Reprezentował Australię na Letnich Igrzyskach Olimpijskich 1968, które odbyły się w mieście Meksyk. Następnie podczas Letnich Igrzyskach Olimpijskich 1972 w Tokio. Po raz trzeci raz reprezentował kraj podczas Letnich Igrzyskach Olimpijskich 1976, które odbyły się w Montrealu.